# Melitaea occidentalis
Melitaea occidentalis är en fjärilsart som beskrevs av Otto Staudinger 1861. Melitaea occidentalis ingår i släktet Melitaea och familjen praktfjärilar. Inga underarter finns listade i Catalogue of Life.